# Lancaster, Missouri
Lancaster är administrativ huvudort i Schuyler County i Missouri. Countyt grundades den 14 februari 1845 med Tippecanoe som huvudort. Huvudorten flyttades snart därefter till Lancaster.